# Perth

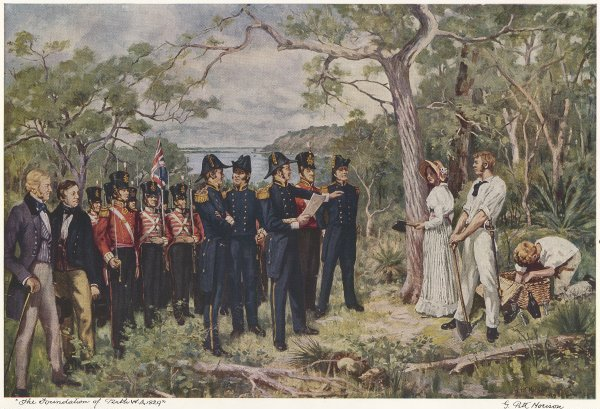
Cuadro de George Pitt Morison, de 1929, para el Centenario de la fundación de la ciudad: La fundación de Perth en 1829.

Perth (pronunciación en inglés: /ˈpɜːθ/ (escucharⓘ)) es una ciudad del oeste de Australia, capital del estado de Australia Occidental. Tiene 2 125 114 habitantes, lo que la convierte en la cuarta ciudad más poblada de Australia y la mayor del estado, ya que en ella residen casi tres cuartos de la población total del mismo.
Se encuentra en el estuario del río Swan. Su denominación procede de la ciudad de Perth, en Escocia. El área metropolitana se encuentra entre el océano Índico y una baja escarpadura costera conocida como Montes Darling y abarca a más de 300 localidades como Fremantle, Bayswater, Canning, Stirling, Gosnells, Nedlands, Peppermint Grove, Claremont, Victoria Park, Armadale, Two Rocks y Yanchep.
La ciudad más cercana a Perth con una población de más de un millón de personas es Adelaida, a 2104 kilómetros de distancia, lo que convierte a Perth en la ciudad con más de un millón de habitantes que se encuentra más aislada del mundo.
Es un activo puerto, destinado especialmente a la exportación del oro, níquel, hierro y aluminio explotados en Australia Occidental.

## Historia
A juzgar por los restos arqueológicos encontrados, la presencia humana en la zona en la que actualmente se asienta la ciudad de Perth se remonta al menos a hace 40 000 años.
La población aborigen australiana de la zona se redujo drásticamente tras la llegada de los primeros colonizadores procedentes del Reino de Gran Bretaña, en razón de enfermedades, de la persecución directa o de la difusión entre ellos del alcoholismo.
Las exploraciones en la zona efectuadas por británicos, franceses y neerlandeses comenzaron a principios del siglo XVIII, aunque el primer avistamiento documentado en Europa de la región fue hecho por el capitán neerlandés Willem de Vlamingh y su tripulación el 10 de enero de 1697.
En 1827, James Stirling llegó a la zona y fundó un pequeño asentamiento que sería posteriormente tomado por Charles Fremantle. En 1829 se creó la colonia que daría lugar a esta ciudad, siendo esta la fecha que se considera como la de la fundación de la ciudad.
La reina Victoria concedió la categoría de ciudad a Perth en 1856.
El mayor desarrollo económico comenzó tras el descubrimiento de diversos yacimientos de oro en Kalgoorlie y a partir de la finalización de las obras del ferrocarril transcontinental en 1917.

## Geografía
Perth es una de las áreas metropolitanas más aisladas de la tierra. La ciudad más cercana con más de un millón de habitantes es Adelaida, que se encuentra a 2104 km de distancia. Perth está geográficamente más cerca de Timor Oriental y Yakarta (Indonesia), que de Sídney, Melbourne o Brisbane. Perth es el punto antípoda de las islas Bermudas.[cita requerida]

### Distrito financiero
El distrito financiero de Perth está delimitado por el río Swan al sur y al este, con el Kings Park en el extremo occidental, mientras que la reserva del ferrocarril forma una frontera norte. Un proyecto financiado con fondos federales y estatales llamado «Perth City Link» implica el hundimiento de un tramo de la línea ferroviaria, además del hundimiento de una terminal superficial existente de autobuses, así como el desarrollo junto al río, conocida como Elizabeth Quay. Saint Georges Terrace es la calle más importante de la zona, con 1,3 millones de m² de espacio de oficinas en el distrito financiero. Hay Street y Murray Street tienen la mayoría de las instalaciones comerciales y de entretenimiento. El edificio más alto de la ciudad es el Central Park, que es el séptimo edificio más alto de Australia. El distrito financiero ha sido recientemente el centro de un auge de la minería inducida, con varios proyectos comerciales y residenciales debido por la terminación, incluyendo un edificio de oficinas de 244 m (801 ft) para la compañía minera australiana-británica BHP Billiton.

### Geología y relieve
Perth se encuentra junto al río Swan, que recibe su nombre debido a los cisnes negros (Black Swans en inglés) por Willem de Vlamingh, capitán de una expedición neerlandesa y nombrador de la isla de Rottnest de Australia Occidental. Este río ha sido tradicionalmente conocido por la habitantes locales como Derbal Yerrigan. En 1697 una expedición neerlandesa capitaneada por Willem de Vlamingh llegó al estuario del río buscando agua dulce, el segundo al mando de la expedición, Gerritt Collaert, bautizó al río debido a los cisnes negros que lo habitaban. El centro de la ciudad y la mayoría de los suburbios están situados en la llanura costera de Swan, entre los Montes Darling y el Océano Índico. Los suelos de esta zona son bastante infértiles. El área metropolitana se extiende desde Yanchep al norte, hasta Rockingham al sur, hay una distancia de 90 km por carretera. Desde la costa al oeste, hasta Mundaring al este, la distancia es de unos 50 km por carretera. El área metropolitana de Perth tiene una superficie de más de 5386.4 km².

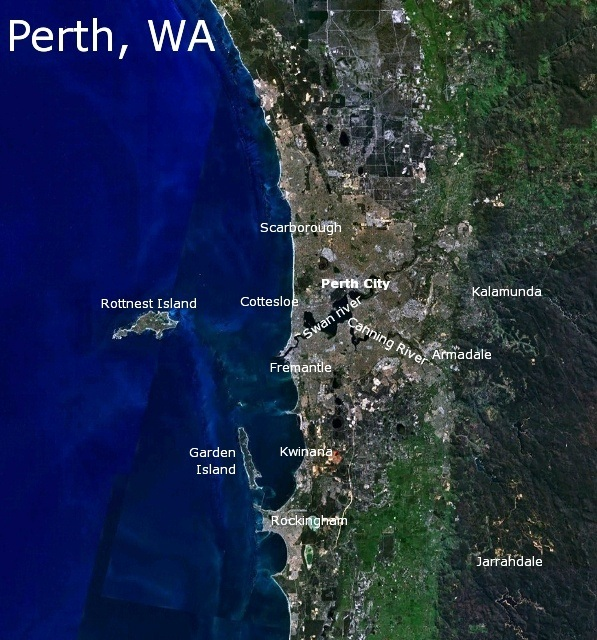
Imagen satelital de Perth.

Gran parte de Perth fue construida originalmente en una serie de humedales de agua dulce que van de Herdsman Lake en el oeste a través de Claisebrook Cove en el este. Se ha estimado que hasta un 80 % de Perth fue construido en los humedales recuperados.
Los barrios costeros se han beneficiado de la localización costera de la ciudad y de las limpias playas. Al este la ciudad está rodeada por una baja escarpa llamada Darling Scarp («Escarpa Darling») o Darling Ranges («Montes Darling»). Generalmente la ciudad se encuentra sobre un terreno llano u ondulado, principalmente debido a gran cantidad de tierra arenosa y el profundo lecho de roca. La abundancia de arena ha hecho que los australianos occidentales reciban el nombre de sandgropers (sand es arena en inglés) por parte de los habitantes del resto del país. El área metropolitana de Perth cuenta con dos cuencas fluviales o sistema de drenaje principales; el primero de ellos formado por el río Swan y el Canning. El segundo por el río Serpentine y el Murray, que descargan en la ensenada de Peel en Mandurah.

### Clima
El clima de Perth es un ejemplo clásico de un clima mediterráneo moderado (clasificación climática de Köppen), aunque recibe mucha lluvia estacional. Los veranos son calientes y secos en general, duran desde fines de diciembre a fines de marzo, con febrero siendo en general el mes más caliente del año.

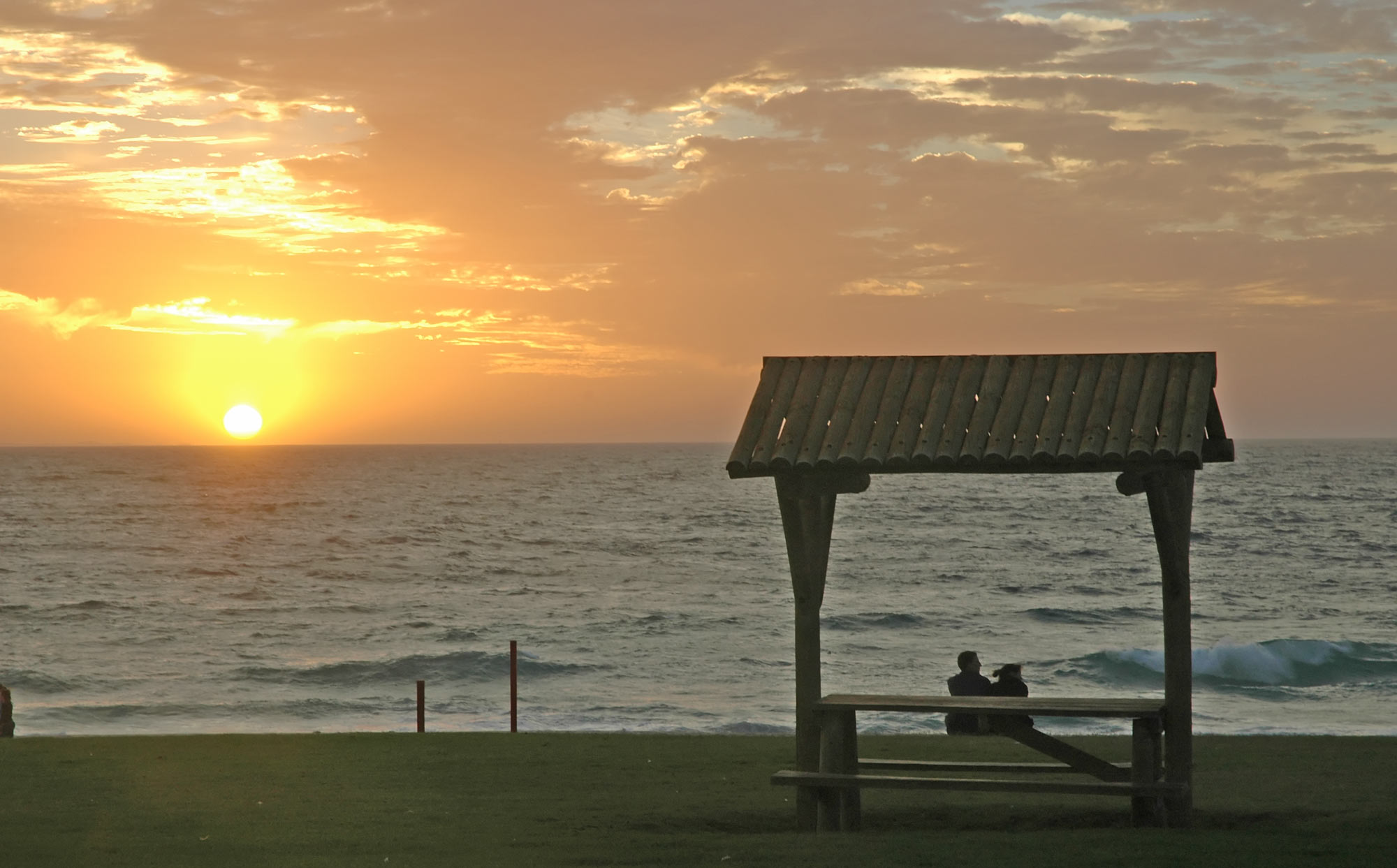
Puesta de sol cerca de Perth.

En verano se producen lluvias esporádica con precipitaciones en forma de tormentas de corta duración y en muy raras ocasiones con posibilidad de ciclones tropicales que puede aportar lluvias importantes. La temperatura más elevada jamás registrada en Perth fue de 46,2 °C, el 23 de febrero de 1991.
En la mayoría de las tardes de verano una brisa marina llamada "Fremantle Doctor", sopla desde el suroeste, aliviando los vientos calientes del noreste. Las temperaturas suelen caer por debajo de 30 °C pocas horas después de la llegada del viento.
Perth es una ciudad particularmente calurosa para un clima mediterráneo, con una media de 11 horas de sol al día, lo que equivale a alrededor de 3200 horas de sol al año.
Los inviernos son relativamente frescos y bastante húmedos, con muchas lluvias. La temperatura más fría registrada fue -0,7 °C, el 17 de junio de 2006. Aunque la mayoría de las precipitaciones se produce en invierno, los días más húmedos.
El patrón de lluvias ha cambiado en Perth y el suroeste de Australia Occidental desde mediados de 1970. Se ha observado una reducción significativa en las precipitación invernales, con un mayor número de precipitaciones extremas en los meses de verano, así como tormentas de movimiento lento, el 8 de febrero de 1992 se registraron 120.6 milímetros de lluvia, la más alta registrada, una tormenta severa el 22 de marzo de 2010 reunió 40.2 milímetros y causó importantes daños en el área metropolitana.
| Parámetros climáticos promedio de Perth, Australia Occidental                                    | Parámetros climáticos promedio de Perth, Australia Occidental | Parámetros climáticos promedio de Perth, Australia Occidental | Parámetros climáticos promedio de Perth, Australia Occidental | Parámetros climáticos promedio de Perth, Australia Occidental | Parámetros climáticos promedio de Perth, Australia Occidental | Parámetros climáticos promedio de Perth, Australia Occidental | Parámetros climáticos promedio de Perth, Australia Occidental | Parámetros climáticos promedio de Perth, Australia Occidental | Parámetros climáticos promedio de Perth, Australia Occidental | Parámetros climáticos promedio de Perth, Australia Occidental | Parámetros climáticos promedio de Perth, Australia Occidental | Parámetros climáticos promedio de Perth, Australia Occidental | Parámetros climáticos promedio de Perth, Australia Occidental |
| Mes                                                                                              | Ene.                                                          | Feb.                                                          | Mar.                                                          | Abr.                                                          | May.                                                          | Jun.                                                          | Jul.                                                          | Ago.                                                          | Sep.                                                          | Oct.                                                          | Nov.                                                          | Dic.                                                          | Anual                                                         |
| ------------------------------------------------------------------------------------------------ | ------------------------------------------------------------- | ------------------------------------------------------------- | ------------------------------------------------------------- | ------------------------------------------------------------- | ------------------------------------------------------------- | ------------------------------------------------------------- | ------------------------------------------------------------- | ------------------------------------------------------------- | ------------------------------------------------------------- | ------------------------------------------------------------- | ------------------------------------------------------------- | ------------------------------------------------------------- | ------------------------------------------------------------- |
| Temp. máx. abs. (°C)                                                                             | 45.8                                                          | 46.2                                                          | 42.4                                                          | 37.6                                                          | 34.3                                                          | 28.1                                                          | 26.3                                                          | 27.8                                                          | 32.7                                                          | 37.3                                                          | 40.3                                                          | 44.2                                                          | 46.2                                                          |
| Temp. máx. media (°C)                                                                            | 31.0                                                          | 31.4                                                          | 29.7                                                          | 25.8                                                          | 22.4                                                          | 19.3                                                          | 18.4                                                          | 18.9                                                          | 20.2                                                          | 23.2                                                          | 26.3                                                          | 29.0                                                          | 24.6                                                          |
| Temp. media (°C)                                                                                 | 24.5                                                          | 24.9                                                          | 23.1                                                          | 19.7                                                          | 16.5                                                          | 14.0                                                          | 13.0                                                          | 13.5                                                          | 14.8                                                          | 17.3                                                          | 20.3                                                          | 22.7                                                          | 18.7                                                          |
| Temp. mín. media (°C)                                                                            | 18.0                                                          | 18.3                                                          | 16.6                                                          | 13.7                                                          | 10.6                                                          | 8.7                                                           | 7.7                                                           | 8.1                                                           | 9.5                                                           | 11.4                                                          | 14.2                                                          | 16.4                                                          | 12.8                                                          |
| Temp. mín. abs. (°C)                                                                             | 8.9                                                           | 8.7                                                           | 6.3                                                           | 4.1                                                           | 1.3                                                           | −1.3                                                          | 0.0                                                           | 1.3                                                           | 1.0                                                           | 2.2                                                           | 5.0                                                           | 7.9                                                           | −0.7                                                          |
| Lluvias (mm)                                                                                     | 9.7                                                           | 12.7                                                          | 19.2                                                          | 44.1                                                          | 116.8                                                         | 175.4                                                         | 168.7                                                         | 133.1                                                         | 80.9                                                          | 52.0                                                          | 22.4                                                          | 13.3                                                          | 848.3                                                         |
| Días de precipitaciones (≥ 1 mm)                                                                 | 2.4                                                           | 2.1                                                           | 4.1                                                           | 6.7                                                           | 11.1                                                          | 15.2                                                          | 16.9                                                          | 15.7                                                          | 15.3                                                          | 8.7                                                           | 6.3                                                           | 3.9                                                           | 108.4                                                         |
| Horas de sol                                                                                     | 360.6                                                         | 314.9                                                         | 295.5                                                         | 246.0                                                         | 211.7                                                         | 180.6                                                         | 188.4                                                         | 219.8                                                         | 232.4                                                         | 299.8                                                         | 320.4                                                         | 359.4                                                         | 3229.5                                                        |
| Humedad relativa (%)                                                                             | 39                                                            | 38                                                            | 39                                                            | 46                                                            | 50                                                            | 56                                                            | 57                                                            | 54                                                            | 53                                                            | 46                                                            | 44                                                            | 41                                                            | 47                                                            |
| Fuente: Bureau of Meteorology Temperatures: 1993–2012; Extremes: 1897–2012; Rain data: 1876–2012 |                                                               |                                                               |                                                               |                                                               |                                                               |                                                               |                                                               |                                                               |                                                               |                                                               |                                                               |                                                               |                                                               |

## Demografía
| Área metropolitana de Perth Población por año |           |
| 1850                                          | 1400      |
| 1861                                          | 3507      |
| 1871                                          | 5007      |
| 1881                                          | 5044      |
| 1891                                          | 8447      |
| 1901                                          | 27 553    |
| 1911                                          | 106 792   |
| 1921                                          | 154 873   |
| 1933                                          | 207 440   |
| 1947                                          | 272 528   |
| 1961                                          | 420 133   |
| 1971                                          | 641 800   |
| 1981                                          | 809 036   |
| 1991                                          | 1 142 646 |
| 2001                                          | 1 325 392 |
| 2006                                          | 1 507 900 |

Perth es la cuarta ciudad más poblada de Australia, superando a Adelaida a principios de la década de 1980. En el censo de 2006, se contaron unos 1 445 079 residentes en el área estadística de Perth. Hacia 2011 había aproximadamente 1.83 millones de residentes en el área metropolitana.

### Grupos étnicos
La población de Perth es mayoritariamente de ascendencia europea. La ciudad fue fundada por los británicos e irlandeses y las islas británicas siguieron siendo casi la única fuente de inmigrantes hasta mediados del siglo XX. En 1971 los residentes de origen británico constituían el 31 % de la población total de Perth.
En 2006, los grupos de ascendencias mayoritarias las áreas metropolitanas de Perth fueron: ingleses (534 555 o 28,6 %), australianos (479 174 o 25,6 %), irlandeses (115 384, 6,2 %), escoceses (113 846 o 6,1 %), italianos (84 331 o 4,5 %) y chinos (53 390 o el 2,9 %). Había 26 700 aborígenes australianos en la ciudad.
La población de Perth es notable por la alta proporción de residentes nacidos en el Reino Unido. En el censo de 2006, se contaron 142 424 residentes nacidos en Inglaterra, por poco detrás de Sídney (145 261), a pesar de que Perth tenía sólo el 35 % de la población total de Sídney. Según el censo de 2001, 23,5 % de los residentes en el distrito de Joondalup de la ciudad nacieron en el Reino Unido, seguidos de cerca por Rockingham en el sur con 19,8 %. La proporción de origen británico en el área metropolitana de Perth en su conjunto en 2001 fue 12,4 %, o 164 488 personas. Esto es significativamente más alto que la proporción nacional, que es del 5,5 %.
La composición étnica de Perth cambió en la segunda mitad del siglo XX, cuando un número significativo de inmigrantes europeos continentales llegaron a la ciudad. Antes de esto, la población de Perth había sido casi totalmente de composición étnica anglo-celta. Como Fremantle fue la primera tierra en Australia para muchos buques de emigrantes procedentes de Europa en los años 1950 y 1960, Perth comenzó a experimentar una afluencia diversa que incluyó neerlandeses, alemanes, croatas, serbios, polacos, checos, rusos, macedonios y muchos otros. Perth también tiene una pequeña comunidad judía, en su mayoría formada por asquenazíes, sumando un total de 5082 individuos en 2006, quienes han emigrado principalmente de Europa del Este y, más recientemente, de Sudáfrica.
Muchos de los inmigrantes (32 544 o 2,5 % en 2001) son procedentes de Nueva Zelanda, debido al hecho de que los neozelandeses, a diferencia de otros extranjeros, están comprendidos dentro de los visados de 'categoría especial', que les permiten vivir y trabajar en Australia con muy pocas restricciones.
Perth tiene también importantes comunidades de inmigrantes de otras partes de Europa; los italianos son el tercer grupo más grande de inmigrantes, ya que su cifra asciende a 20 611 (el 1,6 %) en 2001.
Otra ola más reciente de llegadas incluye minorías europeas del África meridional (destacándose Sudáfrica y en menor medida Namibia y Zimbabue). La población de origen sudafricano, en su mayoría bóer y de origen británico) superó a los nacidos en Italia para convertirse en el cuarto grupo de origen más grande después de 2001. En 2006, había 18 825 sudafricanos en Perth, que representan el 1,3 % de las personas de la ciudad.
Durante los años 1980 y 1990, la inmigración sudafricana fue tan fuerte que se terminó asociando la frase "empacando para Perth" con aquellos sudafricanos que deciden emigrar al extranjero, a veces sin importar el destino. La ciudad ha sido descrita como «la capital de los sudafricanos en el exilio». La razón de que Perth sea tan popular entre los sudafricanos blancos ha sido a menudo la ubicación (es la ciudad australiana de más importancia más cercana a África que otras grandes ciudades del país), la gran cantidad de expansión y en el espacio, y el clima ligeramente más caluroso en comparación con otras grandes ciudades de Australia - Perth tiene un clima mediterráneo como el área alrededor de Ciudad del Cabo, Sudáfrica. Uno de los senadores del estado, Andrew Murray, emigró de Zimbabue en 1989.
Desde finales de la década de 1970, el sudeste de Asia se ha convertido en una fuente cada vez más importante de inmigrantes, con las comunidades de Vietnam, Malasia, Indonesia, Tailandia, Singapur, Hong Kong, China continental, y la India ya bien establecidas. Había 53 390 personas de origen chino en Perth en el año 2006, constituyendo ésta el 2,9 % de la población de la ciudad.
La comunidad india incluye un importante número de parsis que inmigraron desde Bombay, ya que Perth es la ciudad australiana más cercana a la India.

## Economía
Debido a su población y su rol como centro administrativo gubernamental y de negocios, Perth domina la economía de Australia Occidental, a pesar de las grandes industrias mineras, petroleras y exportadoras de productos agropecuarios ubicadas en otras partes del estado. La ciudad funciona como capital del Estado, su base económica y el tamaño de su población han creado oportunidades de desarrollo para muchas otras empresas orientadas a los mercados locales diversificados.
La economía ha cambiado a favor de las industrias de servicios desde 1950. Aunque uno de los principales conjuntos de servicios que ofrece están relacionados con la industria de los recursos y en menor medida a la agricultura, aunque la mayoría de las población no están relacionados con éstas, ya que sus empleos están orientados a proveer servicios a terceros.
Como resultado del relativo aislamiento geográfico, la ciudad nunca ha tenido las condiciones necesarias para el desarrollo de importantes industrias manufactureras distintas de las de servir a las necesidades inmediatas de sus habitantes, la minería, la agricultura y algunas áreas especializadas en los últimos tiempos como la construcción y mantenimiento naval. Es sencillamente más barato importar los bienes necesarios fabricados a partir de cualquiera de los estados del este o en el extranjero. Ese aislamiento geográfico hace también que Perth sea la ciudad más cara de todo el país.
El empleo industrial influyó en la geografía económica de Perth. Después de la Segunda Guerra Mundial la ciudad experimentó una expansión suburbana ayudada por los altos niveles de propiedad de automóviles. La Fuerza Laboral y las mejoras en el transporte, hicieron posible el establecimiento de empresas manufactureras a pequeña escala en los suburbios. Muchas empresas se aprovecharon del bajo costo de la tierra para construir espaciosas plantas en zonas suburbanas, donde el estacionamiento, el acceso y la congestión del tráfico eran mínimos.
Polígonos industriales como Kwinana, Welshpool y Kewdale fueron añadidos después de la guerra y contribuyeron al crecimiento del sector manufacturero al sur del río.
La creación de la zona industrial de Kwinana fue apoyada por la normalización del gálibo ferroviario de carga este-oeste que une Perth con el este de Australia. Desde la década de 1950 la industria pesada ha dominado en la posición geográfica, incluyendo una refinería de petróleo, una fábrica de laminación de acero en alto horno y refinación de aluminio, una central eléctrica y una refinería de níquel.

## Gobierno

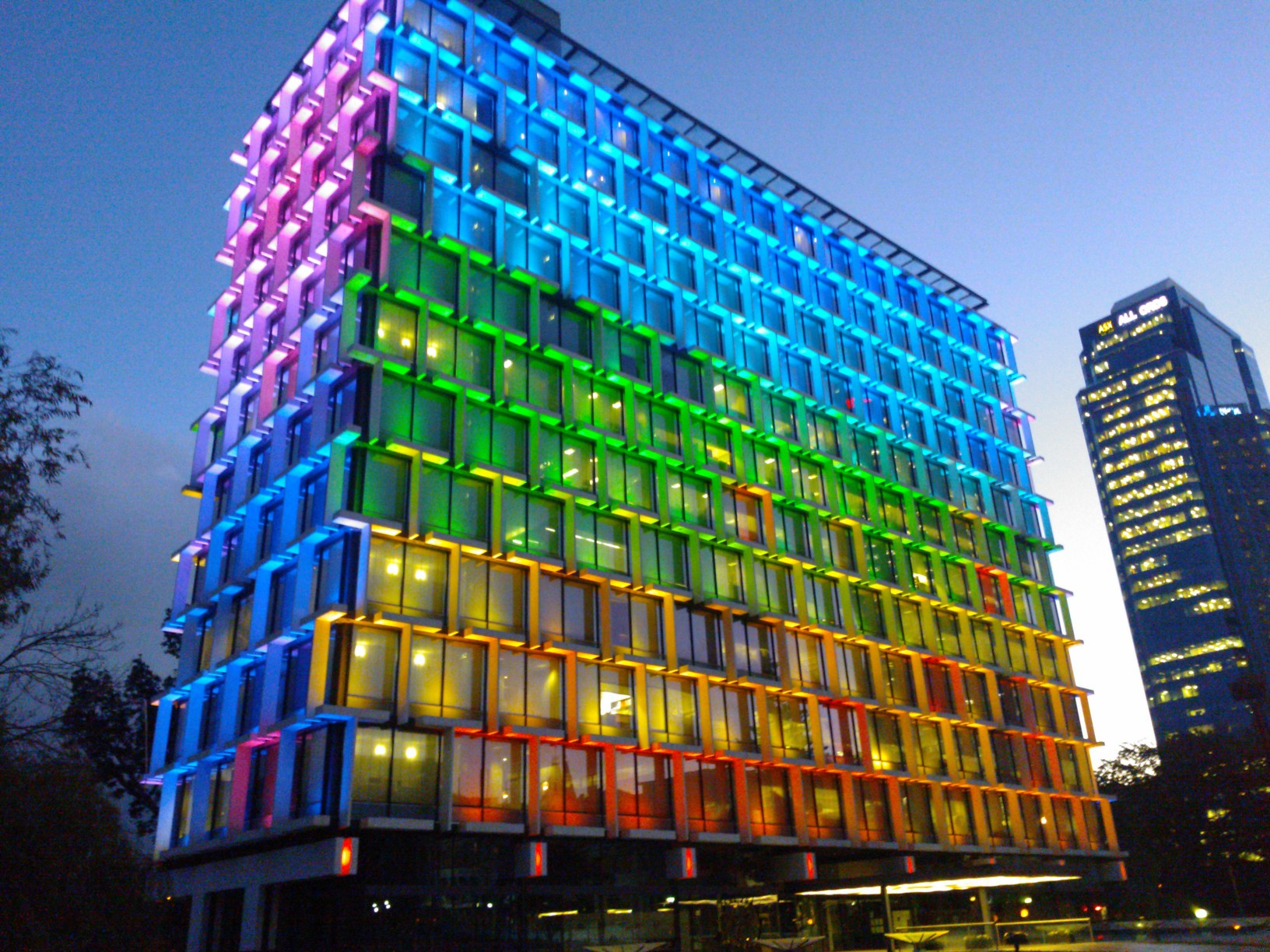
El Council House (1963) es la sede de la ciudad de Perth. Fue diseñado en estilo moderno por Jeffrey Howlett & Don Bailey.

Perth, en tanto que capital del Estado, alberga la sede del Parlamento de Australia Occidental, así como del Gobierno de Australia Occidental. En virtud de la nueva ley de voto, de un valor de las leyes de escaños en zonas de la ciudad y el país será aproximadamente de igual tamaño de la población, lo que significa que 34 de la Asamblea Legislativa de 57 escaños se basará en Perth en la próxima elección estatal. Perth está representada por 11 escaños en la Cámara de Representantes Federal. El área metropolitana se divide en más de 30 órganos de gobierno locales.
La Corte Suprema de Australia o Tribunal Superior de Australia celebra regularmente sesiones en Perth, con operaciones permanentes del Tribunal Federal. El más alto tribunal de Australia Occidental en virtud de la ley, el Tribunal Supremo, tiene su sede en Perth, junto con el de Distrito, el de Familia y los tribunales de magistrados.
El Plan de la Región Metropolitana (MRS) es el plan de tierras que abarca la región metropolitana de Perth. Se trata de un gran plan de urbanismo para el uso de la tierra en el área metropolitana. El MRS ha estado en funcionamiento desde 1963 y proporciona la base jurídica para la planificación en la región metropolitana de Perth.

## Educación
Perth es sede de cuatro universidades públicas y una privada. Respectivamente, son la Universidad de Australia Occidental, la Universidad de Murdoch, la Universidad John Curtin, la Universidad Edith Cowan y la Universidad de Notre Dame.

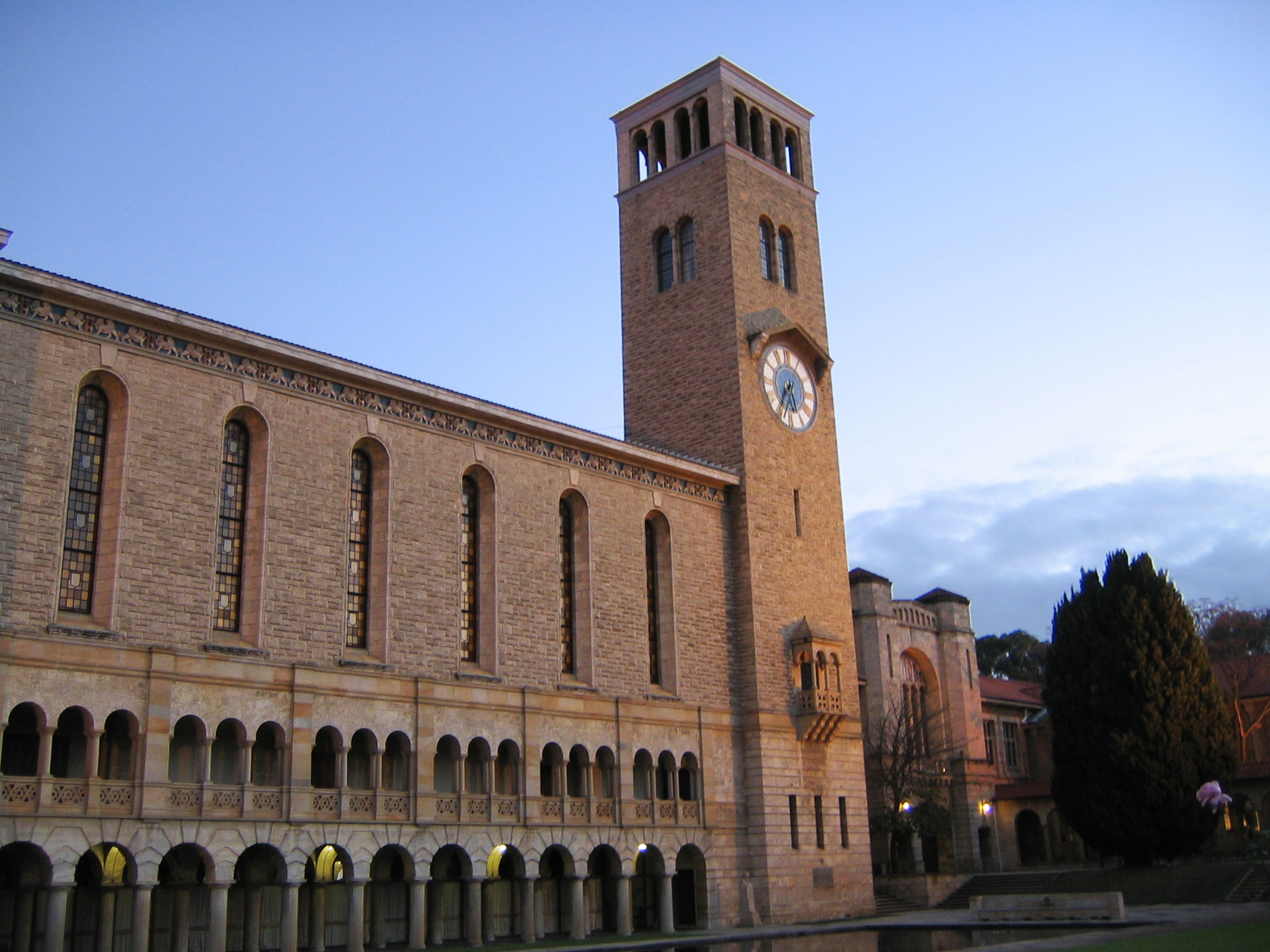
La Universidad de Australia Occidental está ubicada en Crawley.

La Universidad de Australia Occidental, fundada en 1911, es una de las instituciones más importantes en investigación del continente. La monumental arquitectura neoclásica de la universidad, la mayoría realizada en piedra caliza, es uno de los puntos turísticos de la ciudad.
La Universidad John Curtin es la universidad más grande por población estudiantil de oeste de Australia. Fue conocida desde su fundación en 1966 hasta 1986, como el Instituto de Tecnología de Australia Occidental hasta que se amalgamó con la Escuela de Minas Australiana Occidental y el Instituto Muresk.
La Universidad de Murdoch fue establecida en la década de 1970 y es el campus geográficamente más grande de Australia, con 2,27 km², lo necesario para acomodar la única escuela de veterinaria de Australia Occidental.
La Universidad Edith Cowan fue establecida a principios de la década de 1990 a partir de la existente Western Australian College of Advanced Education, la cual a su vez fue formada en la década de 1970 a partir de los existentes colegios de profesores en Claremont, Churchlands, y Mount Lawley. Actualmente incorpora la Western Australian Academy of Performing Arts.
La Universidad de Notre Dame de Australia fue establecida en el año 1990. Fue establecida como una universidad católica con un campus principal en Frematle y un gran campus en Sídney. Es la única universidad del oeste de Australia con un campus en otra ciudad australiana mayor. Su campus en Fremantle está en el lado oeste de Fremantle entre edificios históricos construidos en la década de 1980, dándole a Notre Dame una atmósfera de universidad europea. Notre Dame está afiliada con la Universidad de Notre Dame en Indiana, EE. UU. Es también parte de la universidad más grande en Australia.
Los institutos de educación técnica proveen entrenamiento vocacional, incluyendo cursos a nivel de diploma. Estos institutos fueron formados en la década de 1970 para proveer cursos técnicos previamente ofrecidos por otras universidades.

## Cultura

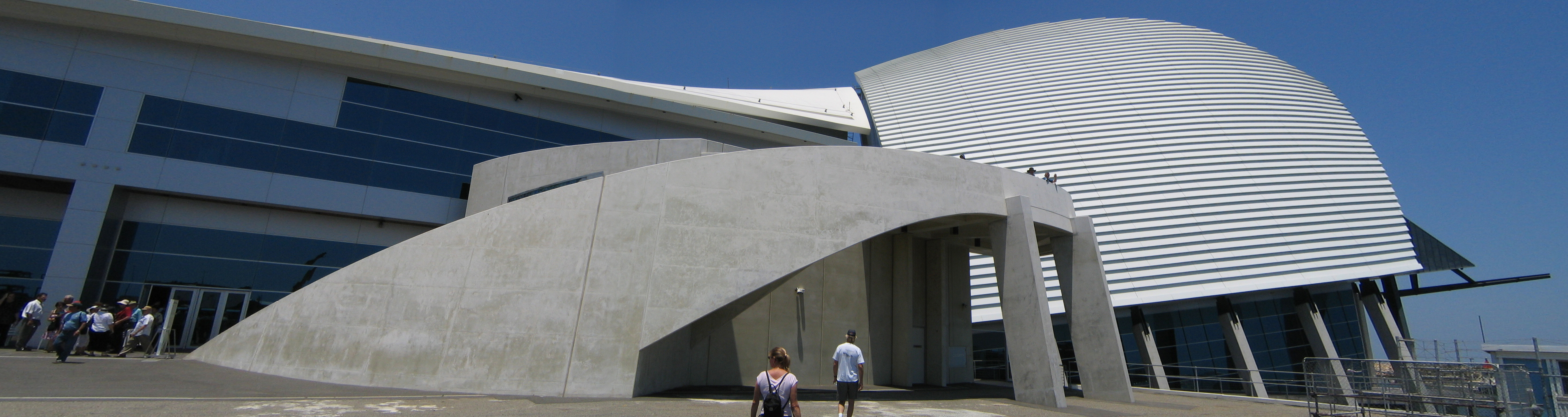
El WA Maritime Museum en Victoria Quay.

En Perth se pueden encontrar diversos lugares de cultura y recreo; entre los más importantes está el Art Gallery of Western Australia, Alexander Library, State Record Office y Perth Institute of Contemporary Art (PICA). En esta ciudad también se celebra cada año el Perth International Arts Festival, siendo un importante festival cultural en Australia desde 1953.

### Parques

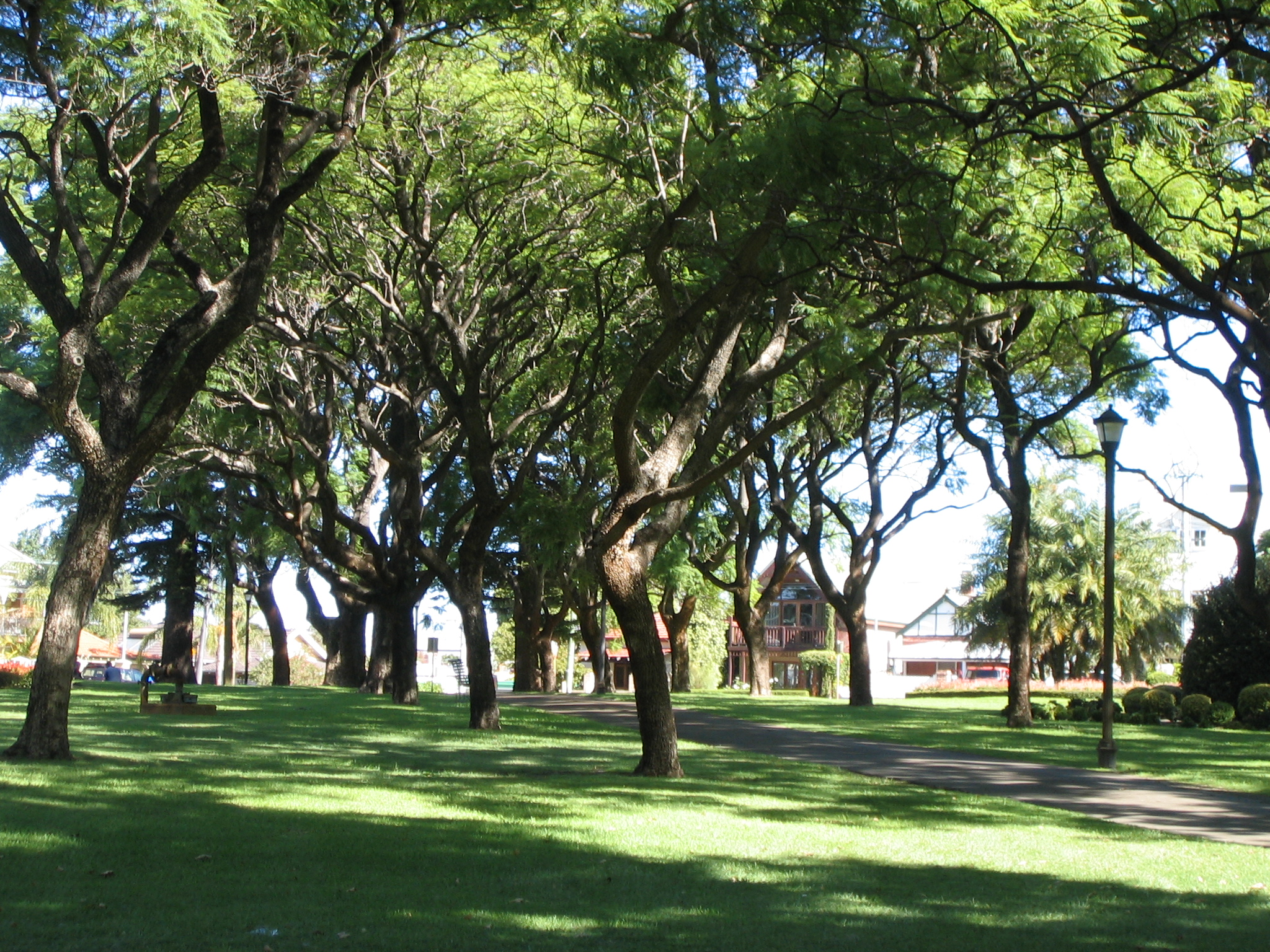
Vista del Hyde Park

Destaca el Kings Park, cerca de la Universidad de Australia Occidental considerado además del más grande de la ciudad, unos de los más extensos del mundo, con aproximadamente 4,06 km². El llamado Perth Zoo, es un zoológico situado en el sur con importante aportación en la biodiversidad global; entre sus animales más exóticos se encuentra el numbat, el dibbler, el chuditch y la tortuga del Pantano Oeste.

### Música y centros de arte
Perth cuenta con el West Australian Ballet y el West Australian Symphony Orchestra, cuya presencia es importante entre los habitantes de la ciudad. También en formación y oportunidad para jóvenes cabe mencionar al Western Australian Youth Orchestras, el WA Youth Philharmonic Orchestra y el WA Youth Symphonic Band and Youth Chorale.
Como sala de conciertos, la organización pública utiliza principalmente el Black Swan State Theatre Company y el Perth Theatre Company. El distrito de Northbridge es también un lugar importante para la producción musical en la ciudad con varios estudios y teatros, otros espacios relativos son el Perth Convention Exhibition Centre (completado en 2005), His Majesty's Theatre, Burswood Dome, Subiaco Oval y Members Equity Stadium.

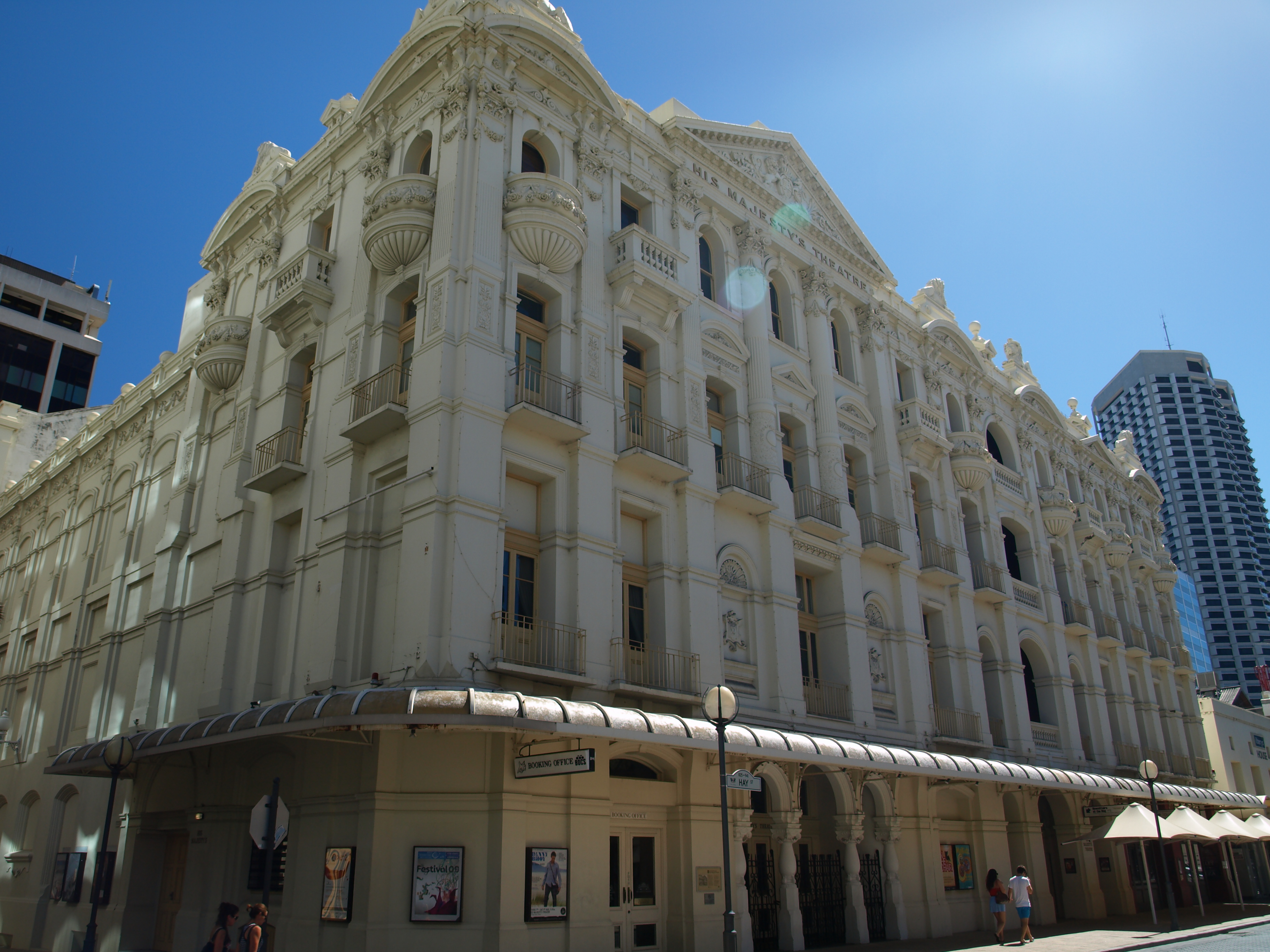
El histórico His Majesty's Theatre (Teatro de Su Majestad)

La escena artística de Perth está relativamente aislada del resto de Australia, sin embargo hay bastantes grupos que han conseguido fama y prestigio, entre ellos se encuentran John Butler Trio, Eskimo Joe, End of Fashion, Little Birdy, Jebediah, The Sleepy Jackson, The Panics, Tame Impala, Karnivool y Birds of Tokyo, la mayoría con gran influencia del Rock. En materia de Hip Hop y R&B tiene relevante presencia Che'Nelle y Samantha Jade. El importante grupo hard rock AC/DC y la banda de drum and bass Pendulum (banda) también fueron formados en Perth.

### Religión
En Perth predominan las iglesias católica y anglicana, en las últimas encuestas un 23 % de la población se consideraba católica, por lo tanto la iglesia anglicana tenía más adeptos con un 28 % de los encuestados. Aproximadamente 1 de cada 5 habitantes de Perth no profesa ninguna religión. Un total de 20 000 personas practicaban el Islam y el Budismo, los ortodoxos y protestantes figuraban en otras 20 000, la proporcionalidad del Bahaísmo era de 150 personas y finalmente 20 000 de los encuestados profesaban el Hinduismo.

### Deportes
Los West Coast Eagles son un equipo de fútbol australiano que juega en la Australian Football League desde 1986, habiendo logrado tres títulos.
El Perth Glory FC es un equipo de fútbol de la ciudad de Perth, fundado en 1996 y juega en la A-League.
El equipo de rugby es el Western Force, que juega desde 2006 en el Super Rugby del hemisferio sur.
| Predecesor: Cardiff | Ciudad de la Mancomunidad 1962 | Sucesor: Kingston |

## Transporte
La ciudad dispone de dos aeropuertos. El Aeropuerto de Perth sirve a la ciudad para vuelos regionales e internacionales, mientras que el Aeropuerto de Jandakot es usado para vuelos cortos.
Perth tiene una red de 3 autopistas y nueve autopistas metropolitanas.
El transporte público metropolitano de Perth incluye trenes, buses y ferris, estos son operados por Transperth, enlazan con las zonas rurales de Transwa. Hay 70 estaciones de tren y 15 estaciones de bus.

## Ciudades hermanadas
Perth tiene acuerdos de hermanamiento con nueve ciudades, además tiene una carta de amistad mutua con Seocho City, Corea del Sur desde el 1 de octubre de 2008 y Perth, Escocia desde el 2006.
- Kagoshima, Japón (1974).
- Houston, Estados Unidos (1984).
- Rhodes, Grecia (1984).
- Megisti, Grecia (1984).
- San Diego, Estados Unidos (1987).
- Vasto, Italia (1989).
- Nankín, China (1998).
- Taipéi, Taiwán (1999).
- Chengdu, China (2010).